# رابرت کروکشنک (ورزشکار)
رابرت کروکشنک (انگلیسی: Robert Cruickshank؛ زادهٔ ۱۹ فوریهٔ ۱۹۶۳) قایقران قایق بادبانی اهل بریتانیا است.